# 環境荷爾蒙
環境荷爾蒙（Xenohormones or environmental hormones）又譯環境激素，因結構類似人體荷爾蒙（激素）並可擾亂內分泌的人工合成化學物質，由於生物的內分泌包含激素（荷爾蒙）、雌激素等，動物及人類的生殖系統及生殖能力和內分泌密切相關。因此，此類物質屬於能擾亂生殖系統的化學物質。
在日本，最初橫濱市立大學的井口泰泉教授和NHK所創的（環境荷爾蒙）。